# Borsa nigeriana
La Borsa nigeriana (in inglese: Nigerian Stock Exchange, in sigla NSE) è la Borsa della città di Lagos in Nigeria, che è tra le principali piazze finanziarie del continente africano (insieme a Johannesburg, Cairo e Casablanca), fondata nel 1960.

## Indici
- NSE All Share - Nigeria Stock Exchange All Share